# Percy E. Newberry
Percy E. Newberry (1869 – 1949) a fost un egiptolog britanic.
Deja profesor de egiptologie la Universitatea din Liverpool și maestru al lui Horward Carter, a lucrat câteva stagiuni ca membru al expediției „Carter-Carnarvon”, cu ocazia descoperirii mormântului lui Tutankhamon (KV62 din Valea Regilor, Egipt). 
Atenția și interesul său particular au fost asupra speciilor botanice găsite în mormânt și, împreună cu soția sa, recuperarea materialelor textile (țesăturilor, în speță), inclusiv marele „giulgiu” de in care acoperea materilaul (sarcofagul) de lemn aurit, care la rândul său, acoperea sarcofagele antropomorfe ale lui Tutankhamon și ale mumiei sale. 
Rezultatul cercetărilor sale au fost publicate în al doilea volum al operei „The Tomb of Tutankhamon”" îngrijit de Carter.